# هفت سال شب
هفت سال شب (به انگلیسی: Seven Years of Night) یک فیلم درام اکشن محصول کره جنوبی به کارگردانی چو چانگ-مین، با بازی ریو سونگ ریونگ، جانگ دونگ-گون، سونگ سه-بیوک و گو کیونگ-پیو. این فیلم بر اساس رمانی به همین نام اثر جونگ یو-جونگ ساخته شده‌است. این فیلم در ۲۸ مارس ۲۰۱۸ منتشر شد.

## داستان
داستان مردی است که در طول هفت سال نقشه انتقام از پسری که قاتل دخترش است را می‌کشد.

## بازیگران
- ریو سونگ ریونگ در نقش چوی هیون-سو[۷]
  - جونگ جون-وون در نقش جوانی هیون-سو

مردی که هفت سال پیش به صورت ناخواسته دسبب قتل دختری جوان می‌شود. ختری جوان دنبال می‌شود.
- جانگ دونگ-گون در نقش او یونگ-جی[۸]

پدری که به دنبال انتقام دختر کشته شده اش است.
- سونگ سه-بیوک در نقش آن سونگ-هوان

همکار هیون-سو.
- گو کیونگ-پیو در نقش سو-وون[۹][۱۰]
  - تانگ جون-سانگ در نقش یونگ سو-وون

پسر هیون سو.
- مون جیونگ-هی در نقش کانگ یون-جو
- سونگ بیونگ-سوک در نقش مادر هاگ یونگ
- لی ره در نقش آه سه-ریونگ
- کیم هیون در نقش زنی که شوهرش را از دست داد
- جون به-سو
- جونگ سوک-یونگ

## تولید و انتشار
فیلم‌برداری در ۱۹ نوامبر ۲۰۱۶ آغاز شد و در ۲۵ مه ۲۰۱۶ به پایان رسید.
پس از گذشت نزدیک به دو سال از اتمام فیلم، اکران محلی برای ۲۸ مارس ۲۰۱۸ تعیین شد.

## جوایز و نامزدها
| مراسم اهدای جایزه    | دسته‌بندی                   | نامزد        | نتیجه    | منبع   |
| -------------------- | -------------------------- | ------------ | -------- | ------ |
| ۵۵ مین جوایز گرند بل | بهترین بازیگر نقش مکمل مرد | سونگ سه-بیوک | نامزدشده | [ ۱۳ ] |